# Beni Meksén
Beni Meksén (en árabe: بني مليكشن‎, en francés: Beni Mlekchène) es una localidad marroquí perteneciente al municipio de Tensamán, en la región Oriental. Desde 1912 hasta 1956 perteneció a la zona norte del Protectorado español de Marruecos.